# Laverda 750 SFC
Die Laverda 750 SFC war ein Sportmotorrad des ehemaligen italienischen Herstellers Laverda, das erfolgreich bei Langstreckenrennen in der Formel 750 eingesetzt wurde. Die stets in Orange lackierte Laverda 750 SFC war Anfang der 1970er Jahre eines der schnellsten Straßenmotorräder und das bekannteste Modell des Herstellers. Die Laverda 750 SFC ist in Sammlerkreisen begehrt, insbesondere gut erhaltene Exemplare der ersten Serie werden mit über 40.000 Euro gehandelt.

## Geschichte

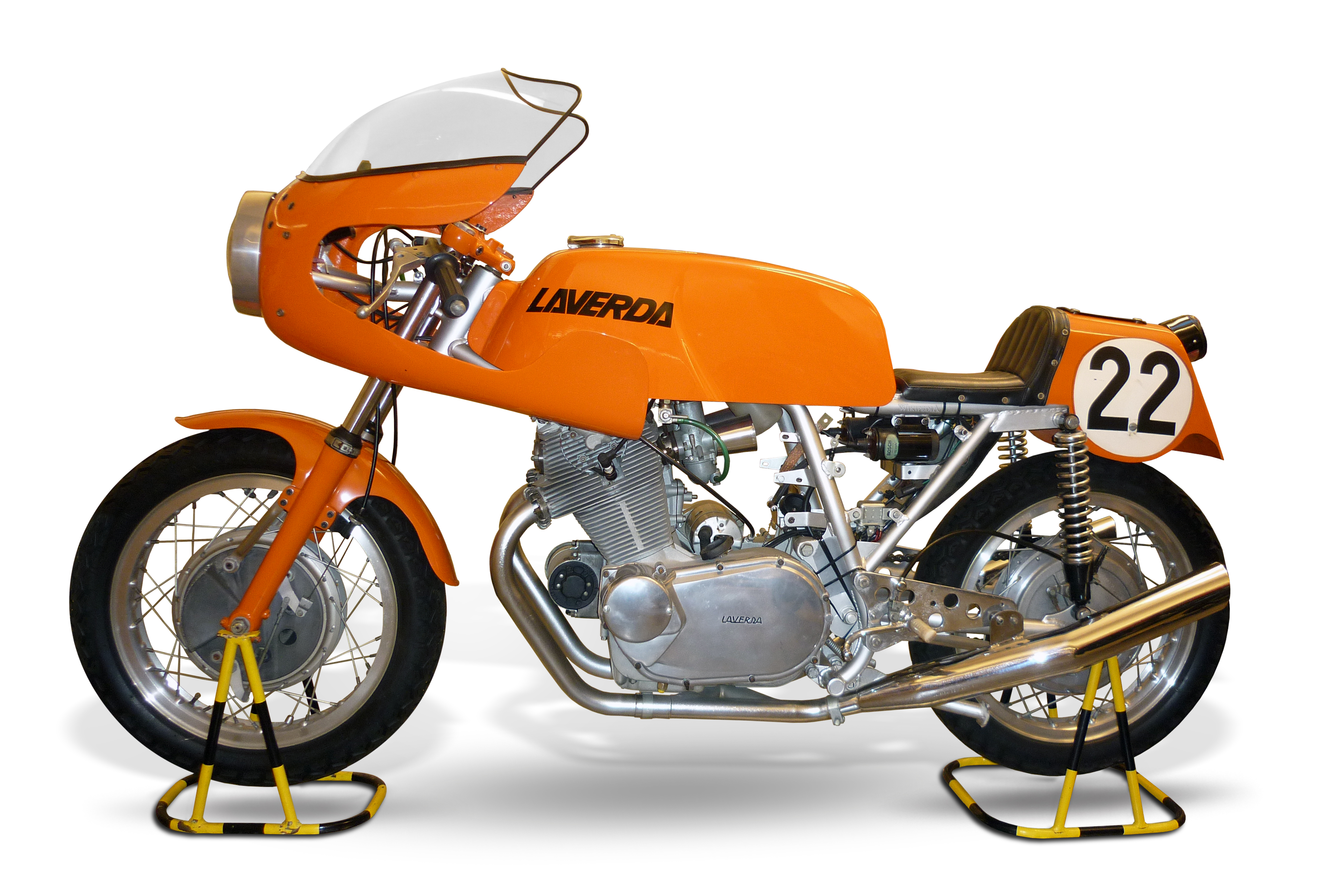
Laverda 750 SFC (1. Serie). Auf diesem Motorrad gewannen Augusto Brettoni und Sergio Angiolini 1971 die XVII. 24 Stunden von Montjuïc.

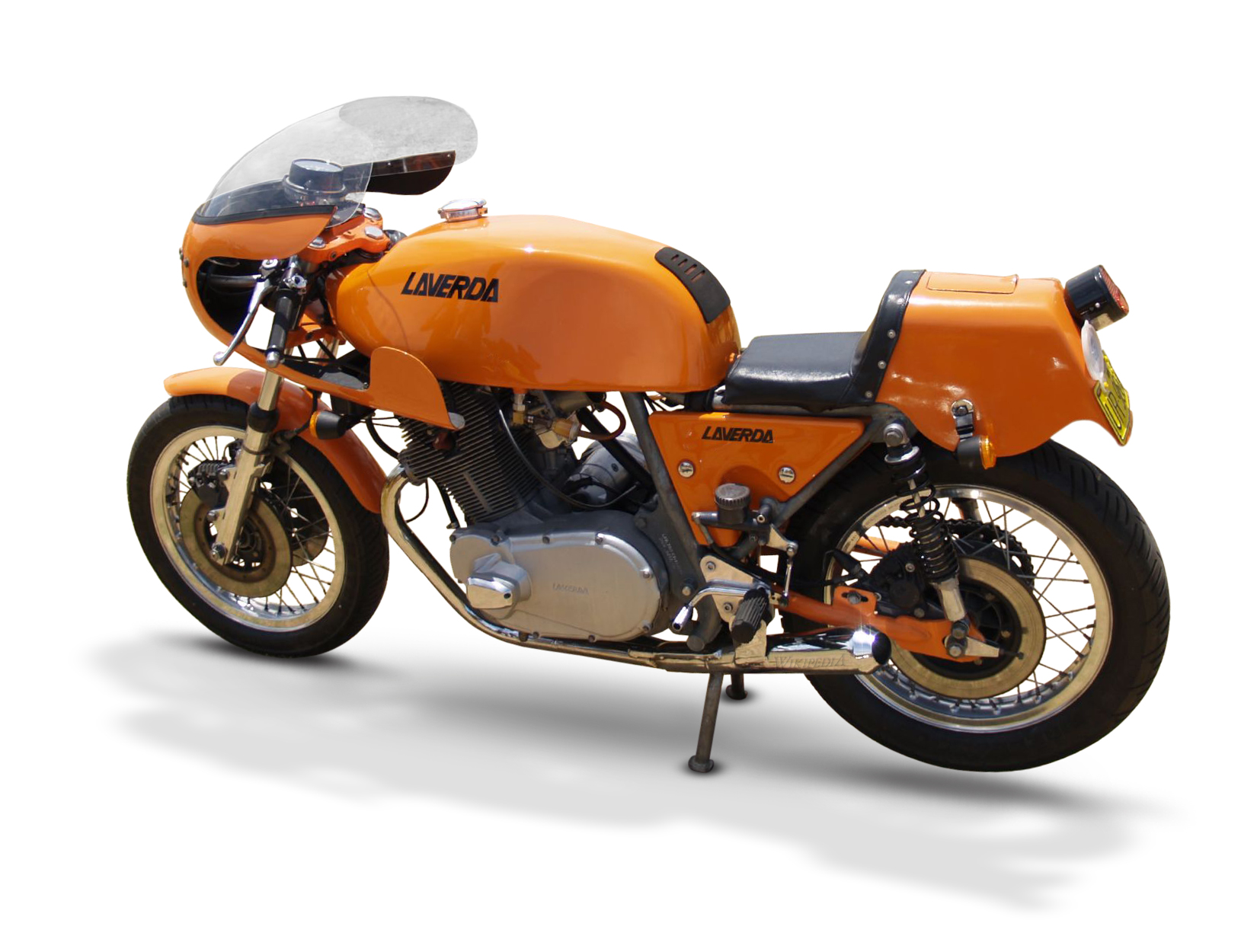
Eine 750 SFC der 4. Serie mit der Rahmen-Nr. 18389 (1975)

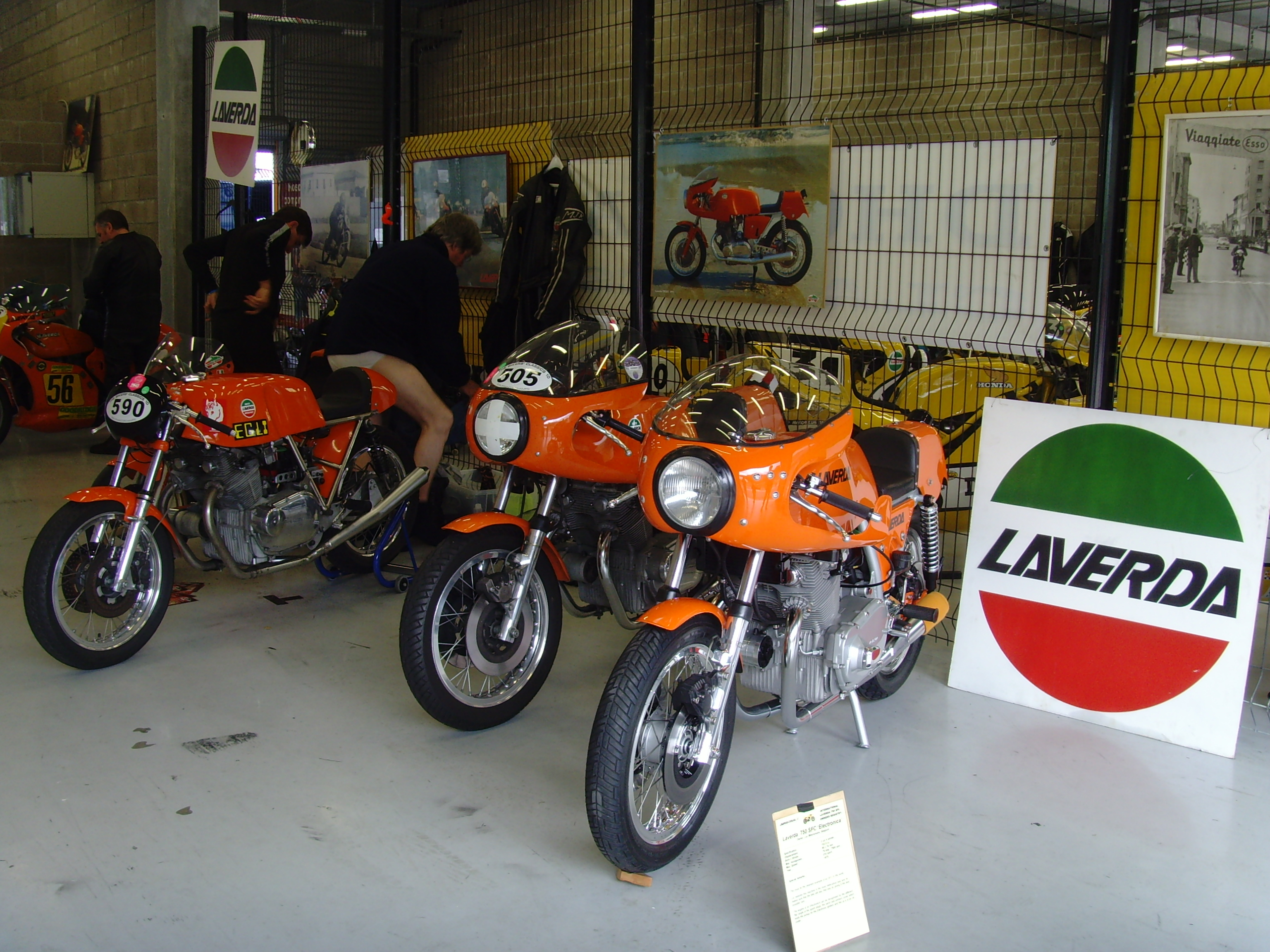
Von rechts: Laverda 750 SFC Serie 4 (1975–1977), Laverda 750 SFC Serie 3 (1974), Laverda 750 SF Egli Special (1970–1975)

### Hintergrund
Die Basis für die SFC, die Laverda 750 erschien 1968 auf dem Markt, ein fahrstabiles und drehmomentstarkes Motorrad mit 750 cm³ Hubraum (Bohrung/Hub: 80 × 74 mm), dessen Twin-Motor 60 PS (44 kW) bei 6500/min leistete. Das Fahrwerk bestand aus einem offenen Doppelrohrrahmen, 35-mm-Ceriani-Teleskopgabel, Zweiarmschwinge und 3.25–18-Reifen (vorne), später 3.50–18, und 4.00–18-Reifen (hinten). Das Modell stellte sich als sehr zuverlässig heraus. Massimo Laverda, Sohn des Firmengründers, fuhr auf einer weiterentwickelten Version ab 1969 Langstreckenrennen; das Laverda-Team gewann 1970 die 500 km von Monza.
So entstand der Plan, die Laverda 750 SFC (Super Freni Competizione – deutsch: Super Wettkampfbremsen), eine Spezialausführung für den Rennsport, aufzulegen. Für eine Straßenzulassung war die Laverda 750 SFC nur bedingt geeignet. Mit einem Preis von 10.000 D-Mark war sie eines der teuersten Motorräder auf dem deutschen Markt.

### Technik und Entwicklung

#### Vorserie
Anfang 1971 wurden 23 Vorserienexemplare (mit #5000er-Rahmennummern) aufgebaut, die an professionelle Piloten abgegeben wurden und als „rollende Prüfstände“ dienten, um Funktionsfähigkeit und Stabilität zu testen, zu verbessern und danach vorgenommene Änderungen auszuwerten. Sie sind optisch am Aluminium-Tank zu erkennen. Die Ergebnisse waren vielversprechend, auch bei Rennen auf internationaler Ebene. Mit den Erfolgen von Augusto Brettoni in Zeltweg, von Angiolini/Hutten bei den 24 Stunden von Oss und dem Sieg von Brettoni-Angiolini bei den 24 Stunden von Barcelona in Montjuïc gelang es Massimo Laverda und Luciano Zen den Vorstand von Laverda davon zu überzeugen, mit der Produktion des „SFC“ in einer Kleinserie zu beginnen.

#### 1. Serie
Ende 1971 kamen die ersten für die Öffentlichkeit bestimmten und auch für den Straßenverkehr zugelassenen Kleinserien-„SFC“ in den Handel. Im Laufe des Jahres entstand so eine erste Auflage von 78 Exemplaren. Diese werden allgemein als die „erste Charge / Serie“ mit #8000er-Rahmennummern bezeichnet. Die Maschinen der ersten Serie sind am Glasfasertank (mit Knieaussparungen), den Trommelbremsen (jetzt Ceriani) und den geänderten Vordergabelabdeckungen zu erkennen. Weitere Unterschiede zur Vorserie sind Verbesserungen an der vorderen Beleuchtungseinheit und der Auspuffanlage.

#### 2. Serie
Anfang 1972 wurde eine zweite Charge mit 11000er-Rahmennummern produziert. Diese hatten eine überarbeitete Verkleidung, einen geänderten Sitz und einen modifizierten Auspuff. 1973 wurden mindestens vier SFCs für den Renn- und Entwicklungsbereich hergestellt. Ein neuer niedrigerer Rahmen („Low Boy“) wurde eingeführt. Diese Maschinen waren mit Magnesium-Vorder- und Hinterradnaben, hydraulischen Brembo-Scheibenbremsen vorn und hinten, Magnesium-Kurbelgehäusen, neuen Köpfen mit einer einreihigen Steuerkette und leichteren Kurbelwellen ausgestattet. Die Scheibenbremsen und das Fehlen der Aussparungen für die Knie im Tank sind die deutlichsten Erkennungsmerkmale der Exemplare der 2. Serie.

#### 3. Serie
1974 wurden 222 SFCs gebaut, knapp die Hälfte davon wurde als straßenzugelassene Rennmaschinen in die USA exportiert. Das Fahrwerk erhielt geänderte Gabelholme und die Karosserie wurde überarbeitet. Der Motor bekam eine größere Ölpumpe, leichtere Kurbelwellen und Pleuelstangen, ein höheres Verdichtungsverhältnis von 9,9:1 und modifizierte Ventile. Die Vergaser wurden durch 36 mm Dell'Ortos ersetzt. Die Leistung betrug 75 PS (56 kW) bei 7500/min. Diese dritte Charge trug die #16000er-Rahmennummern für die europäischen Maschinen und #17000er für die US-Maschinen, die mit Tachos, Blinkern und anderen Teilen von Denso ausgestattet wurden, um den US-Vorschriften zu entsprechen.

#### 4. Serie
Die 4. Charge (mit #18000er-Rahmennummern) war als „Electronica“ bekannt und mit elektronischer Zündung und Ölkühler ausgestattet. Die Motoren wurden mit einem Verdichtungsverhältnis von 10,5:1, einem überarbeiteten Zylinderkopf und einer optionalen Nockenwelle mit höherem Hub modifiziert. Die letzten 33 Maschinen wurden mit 5-Speichen-Magnesiumlegierungsrädern ausgestattet. 1985 beabsichtigte Laverda, 200 Nachbauten der 750SFC zu fertigen, diese gingen jedoch nie in Produktion.

### Produktionsübersicht
Insgesamt wurden 549 Exemplare in verschiedenen Serien produziert
| Serie    | Nummern | Rahmen-Code      | Anzahl | Jahr    |
| -------- | ------- | ---------------- | ------ | ------- |
| Vorserie | 5000    | LAV.750.C*5000*  | 23     | 1971    |
| 1. Serie | 8000    | LAV.750.C*8000*  | 78     | 1971    |
| 2. Serie | 11000   | LAV.750.C*11000* | 58     | 1972–73 |
| 3. Serie | 16000   | LAV.750.C*16000* | 122    | 1974    |
| 3. Serie | 17000   | LAV.750.C*17000* | 100    | 1974    |
| 4. Serie | 18000   | LAV.750.C*18000* | 168    | 1975–77 |

Quelle:

#### Heutige Situation
Offiziell (und dokumentiert) wurden insgesamt 549 Exemplare aller Serien zusammengenommen gebaut. Nach vorsichtiger Schätzung existieren jedoch weltweit in der Szene über 1500 Maschinen, die die Bezeichnung 750 SFC für sich beanspruchen. Die Differenz-Summe zu den zertifizierten „Werks-Production-Racern“ besteht also aus „selbstgestrickten“ Maschinen, meist auf Basis der 750 SF oder rein optisch aufgebaute Replicas (mit teilweise anderen Hubraumgrößen).

## Sportliche Erfolge
| Jahr | Typ     | Ort        | Strecke                       | Land | Platzierung | Fahrer               |
| ---- | ------- | ---------- | ----------------------------- | ---- | ----------- | -------------------- |
| 1971 | 750 SFC | Zeltweg    | Rundstrecke Zeltweg           | AUT  | Platz 1     | Brettoni             |
| 1971 | 750 SFC | Zeltweg    | Rundstrecke Zeltweg           | AUT  | Platz 2     | Cretti               |
| 1971 | 750 SFC | Oss        | Circuit Paalgraven            | NED  | Platz 1     | Angiolini/Hutten     |
| 1971 | 750 SFC | Barcelona  | Circuit de Montjuïc           | ESP  | Platz 1     | Brettoni/Angiolini   |
| 1971 | 750 SFC | Vallelunga | Autodromo Vallelunga          | ITA  | Platz 1     | Bertorello/Loigo     |
| 1971 | 750 SFC | Bol d’Or   | Circuit Bugatti               | FRA  | Platz 2     | Brettoni/Cretti      |
| 1971 | 750 SFC | Modena     | Autodromo di Modena           | ITA  | Platz 1     | Angiolini            |
| 1971 | 750 SFC | Modena     | Autodromo di Modena           | ITA  | Platz 2     | Brettoni             |
| 1972 | 750 SFC | Monza      | Autodromo Nazionale di Monza  | ITA  | Platz 1     | Gallina/Pescucci     |
| 1972 | 750 SFC | Vallelunga | Autodromo Vallelunga          | ITA  | Platz 1     | Gallina/Pescucci     |
| 1972 | 750 SFC | Barcelona  | Circuit de Montjuïc           | ESP  | Platz 2     | Gallina/Schreyer     |
| 1972 | 750 SFC | Zolder     | Circuit Zolder                | BEL  | Platz 3     | Cash/Wittich         |
| 1972 | 750 SFC | Modena     | Autodromo di Modena           | ITA  | Platz 1     | Gallina/Pescucci     |
| 1972 | 750 SFC | Modena     | Autodromo di Modena           | ITA  | Platz 2     | Bertorello/Loigi     |
| 1972 | 750 SFC | Modena     | Autodromo di Modena           | ITA  | Platz 4     | Cereghini/Falletta   |
| 1973 | 750 SFC | Imola/1    | Autodromo Enzo e Dino Ferrari | ITA  | Platz 3     | Brettoni/Loigo       |
| 1973 | 750 SFC | Imola/2    | Autodromo Enzo e Dino Ferrari | ITA  | Platz 2     | Gallina/Nicola       |
| 1973 | 750 SFC | Zandvoort  | Circuit Zandvoort             | NED  | Platz 1     | Van der Wal/Strijbos |